# Simon Pouplin
Simon Pouplin (* 28. Mai 1985 in Cholet) ist ein ehemaliger französischer Fußballtorhüter.

## Karriere

### Vereine
Pouplin spielte in den Jugendabteilungen von JF Cholet und SO Cholet, bevor er 2000 zu Stade Rennes kam. 2003 gewann er mit der Juniorenmannschaft die Coupe Gambardella durch einen 4:1-Erfolg über den Nachwuchs von Racing Straßburg. Zu seinen ersten beiden Kurzeinsätzen in der Ligue 1 kam er gegen Ende der Saison 2003/04 als Einwechselspieler für Petr Čech. Im Juni 2005 unterschrieb Pouplin seinen ersten Profivertrag bei Stade Rennes, blieb aber hinter Andreas Isaksson Ersatzmann. Nach dessen Abgang zu Manchester City im Sommer 2006 holte der Klub zwar Christophe Revault, Pouplin war aber unter Trainer Pierre Dréossi erste Wahl als Stammtorhüter der Bretonen. Im Februar 2008 verlor Pouplin seinen Stammplatz an Patrice Luzi.
Nach der Verpflichtung von Nicolas Douchez in der Sommerpause 2008 verließ Pouplin Rennes und wechselte für mindestens 400.000 Euro zum deutschen Zweitligisten SC Freiburg. Dort unterschrieb er einen Zwei-Jahres-Vertrag mit Option auf ein weiteres. Als Stammtorhüter war er wesentlich an Zweitligameisterschaft und Aufstieg des SC Freiburg in der Saison 2008/09 beteiligt. Auch in der folgenden Erstligasaison war Pouplin Freiburgs Stammtorhüter, bevor ihn in der Frühphase der Saison 2010/11 eine Sprunggelenksverletzung, die zweimal operativ behandelt werden musste, für mehrere Monate zum Zuschauen zwang. Seinen Platz im Tor übernahm Oliver Baumann, der auch nach Pouplins Genesung seinen Platz im Tor behielt. Pouplin erhielt derweil am Ende der Saison kein neues Vertragsangebot und verließ den Sportclub nach 67 Ligaeinsätzen in drei Jahren.
Nach einem Jahr Vereinslosigkeit wechselte Pouplin zur Saison 2012/13 zum französischen Erstligisten FC Sochaux, bei dem er einen Dreijahresvertrag unterschrieb.

### Nationalmannschaft
Für die französische U-21-Nationalmannschaft bestritt Pouplin in der Saison 2005/06 eine Partie und nahm als dritter Torhüter hinter Steve Mandanda und Jérémy Gavanon an der U-21-Europameisterschaft 2006 teil.